# Ancienne Bourse de commerce
Pour l’article homonyme, voir Bourse de commerce.
L'ancienne Bourse de commerce, située à Namur, est le siège du Conseil régional wallon de 1981 à 1998. Depuis les années 2000, elle est devenue un centre de Congrès moderne appelé « La Bourse ».